# Embargo
Ordet embargo kommer från spanskans embargar och innebär att man lägger beslag på något. Folkrättsligt är embargo en repressalieåtgärd genom vilken egendom beslagtas som tillhör en stat som begått ett folkrättsbrott.

## Handelsembargo
Ordet embargo förekommer vanligtvis i samband med uttrycket handelsembargo. Handelsembargo är en ekonomisk sanktion som innebär att ett land eller en samling av länder upphör att exportera till ett visst land i syfte att få till en politisk förändring i samma land.
Embargot, eller handelshindret, kan variera. Ett embargo kan vara begränsat till export av en viss produkt eller gälla all export till landet. För att handelsembargot ska fungera som påtryckningsmedel krävs dels att de produkter som täcks av embargot är betydelsefulla för det land som handelsembargot är utfärdat mot, dels en bred internationell uppslutning kring embargot, bland de länder som är potentiella exportörer.
Embargo klassas inte som en krigshandling och får ej blandas ihop med blockad som är en krigshandling. Skillnaden är att en blockad innebär ett fysiskt hinder för inte bara den egna utan all handel med det drabbade landet, vanligtvis genom en sjöblockad av landets hamnar, medan ett embargo alltså endast är en legal åtgärd och därmed endast gäller inom den egna jurisdiktionen.

## Kända handelsembargon
- USA:s handelsembargo mot Kuba, på Kuba refererat till som el bloqueo (blockaden), är ett fortfarande pågående amerikanskt handelsembargo som trädde i kraft den 7 februari 1962 som en reaktion på den kubanska statens övertagande av amerikanska företags och medborgares tillgångar i Kuba.[4] Sitt kubanska öknamn till trots är det ingen formell handelsblockad även om USA år 1996 tog sig rätten att bestraffa tredje part som bedriver handel med landet.[5]

- FN:s sanktioner mot Sydafrika under apartheidtiden
- FN:s sanktioner mot Libyen efter Lockerbieattentatet
- FN:s handelsembargo mot Irak efter invasionen av Kuwait 1990
- USA:s handelsembargo mot Nicaragua 1985 fastställdes av USA:s tidigare president Ronald Reagan den första maj 1985 och förbjöd all handel mellan USA och Nicaragua. I en strategi som liknade embargot mot Kuba var syftet med förbudet att underminera den sandinistiska regeringen som ledde Nicaragua under denna tid.